# Claudiu Stănescu
Claudiu Stănescu (n. 4 august 1963, București, România – d. 4 iunie 2017, București, România) a fost un actor român de film și de teatru.

## Biografie
A interpretat timp de 26 de ani numeroase roluri la Teatrul Bulandra. Ultima piesă de teatru în care a jucat este Moartea unui comis voiajor la 25 martie 2017.
A apărut în filme ca Galax, omul păpușă (1983, r. Ion Popescu-Gopo) sau Pădureanca (1987, r. Nicolae Mărgineanu).

## Filmografie
- 1984 - Galax - Doru
- 1986 - Întunecare - Mihai Vardaru, nepotul deputatului
- 1987 - Pădureanca
- 1994 - Nobody's Children

## Teatru

### Teatrul Bulandra
- Fortinbras - Hamlet de William Shakespeare, regia Alexandru Tocilescu (1985)
- Oberon - Visul unei nopți de vară de William Shakespeare, regia Liviu Ciulei (1991)
- Pavel Rus - Forma mesei de David Edgar, regia Ion Caramitru (1991)
- Sir Lancelor du Lac - Merlin de Tankred Dorst, regia Catalina Buzoianu (1991)
- Doamna - Slugile de Jean Genet, regia Dumitru Tepeneag (1992)
- Comisarul - A șaptea poruncă de Dario Fo, regia Gelu Colceag (1993)
- Paznicul - Antigona dupa Sofocle, regia Alexandru Tocilescu (1993)
- Eteocles, Theseu, Creon - Suita de crime și blesteme după Euripide, regia Alexandru Dabija (1994)
- Licofron - Melissa de Nikos Kazantzakis, regia Nona Ciobanu (1995)
- Casca - Julius Caesar de William Shakespeare, regia Alexandru Darie (1995)
- Manole - Somnoroasa aventură de Theodor Mazilu, regia Tudor Marascu (1995)
- Tamburul major - Woyzeck de Georg Buchner, regia Tompa Gabor (1995)
- Tilden - Copilul ingropat de Sam Shepard, regia Catalina Buzoianu (1996)
- Danton - 1794 după Camil Petrescu, Georg Buchner, Peter Weiss, regia Alexandru Darie (1997)
- Aaron - Anatomie. Titus. Căderea Romei de Heiner Müller, regia Alexandru Darie (2002)

### Teatrul Metropolis
- Prospectorul în Nebuna din Chaillot de Jean Giraudoux; regia Alice Barb, 2010[3]

## Legături externe
- https://www.cinemagia.ro/actori/claudiu-stanescu-45916/